# ГЕС Йокояма
ГЕС Йокояма (横山発電所) — гідроелектростанція в Японії на острові Хонсю. Знаходячись між ГЕС Токуяма (вище по течії) та ГЕС Кузе (17 МВт), входить до складу каскаду на річці Ібі, яка за десяток кілометрів на захід від Нагої впадає до затоки Ісе (Внутрішнє Японське море). Варто також відзначити, що в тому ж районі на Ібі працює ГЕС Хігаші-Йокояма (14,6 МВт), водозабір якої знаходиться між станціями Токуяма та Йокояма, а машинний зал — між Йокояма та Кузе.
У межах проєкту річку перекрили бетонною гравітаційною греблею висотою 81 метр та довжиною 220 метрів, яка потребувала 320 тис. м3 матеріалу та утримує водосховище з площею поверхні 1,7 км2 і об'ємом 43 млн м3. Корисний об'єм при цьому складає 33 млн м3, з яких у літньо-осінній період для протиповеневих заходів резервують 22 млн м3. В операційному режимі у водоймі припустиме коливання рівня поверхні між позначками 180 та 207,5 метра НРМ, з можливістю підвищення до 209 метрів НРМ під час повені.
Зі сховища через два водоводи довжиною по 0,13 км зі спадаючим діаметром від 5 до 3,8 метра ресурс подається до пригреблевого машинного залу. Тут встановили дві турбіни типу Френсіс потужністю по 37 МВт (загальна номінальна потужність станції 70 МВт), які використовують напір у 63 метри та забезпечують виробництво 130 млн кВт·год електроенергії на рік.